# Ensemble 415
L'Ensemble 415 era un gruppo musicale svizzero di musica classica specializzato nel repertorio barocco italiano e nel classicismo.

## Storia
Fondata nel 1981 e diretta da Chiara Banchini, l'orchestra deve il suo nome alla frequenza in hertz con cui veniva generalmente accordata la nota musicale la in epoca barocca. Le esecuzioni infatti si distinguevano per un approccio tecnico rigoroso, secondo criteri filologici e con l'utilizzo di autentici strumenti d'epoca.
Il repertorio dell'Ensemble 415 era basato sui capolavori del barocco italiano e su compositori del classicismo come Wolfgang Amadeus Mozart e Luigi Boccherini. Tra le interpretazioni più acclamate figura lo Stabat Mater di Antonio Vivaldi, con la partecipazione del controtenore Andreas Scholl .
L'ensemble ha cessato la sua attività nel 2012.

## Discografia
- 1988 - Johann Sebastian Bach, Cantate BWV 35, 82, 53 (Harmonia Mundi)
- 1990 - Luigi Boccherini, Quintettes avec Contrebasse (Harmonia Mundi)
- 1990 - Georg Friedrich Haendel, Flavio, con René Jacobs (Harmonia Mundi)
- 1992 - Luigi Boccherini, Stabat Mater, con Agnès Melon, soprano (Harmonia Mundi)
- 1992 - Antonio Vivaldi, Sonate a tre "La Follia"; Sonate a due violini (Harmonia Mundi)
- 1992 - Giovanni Battista Sammartini e Giuseppe Sammartini, Concerti & Sinfonie (Harmonia Mundi)
- 1992 - Arcangelo Corelli, Concerti grossi, Op. 6 (Harmonia Mundi)
- 1993 - Johann Schobert, Quatuors; Trios; Sonates (Harmonia Mundi)
- 1993 - Luigi Boccherini, Quintettes avec Deux Altos (Harmonia Mundi)
- 1994 - Wolfgang Amadeus Mozart, String Quintets, K515 & K516 (Harmonia Mundi)
- 1995 - Giuseppe Tartini, Concertos (Harmonia Mundi)
- 1995 - Antonio Vivaldi, Stabat Mater, con Andreas Scholl (Harmonia Mundi)
- 1996 - Georg Muffat, Armonico tributo (Harmonia Mundi)
- 1997 - Luigi Boccherini, Symphonies (Harmonia Mundi)
- 1998 - Arcangelo Corelli, Concerto di Natale (Harmonia Mundi)
- 1998 - Enrico Albicastro, Cantate, Sonate & Concertos (Harmonia Mundi)
- 1998 - Luigi Boccherini, Sextours à cordes (Harmonia Mundi)
- 2003 - Francesco Geminiani, Concerti Grossi No. 1, 3, 5, 8, 10, 11 e "La Follia" (Zig Zag Territoires)
- 2004 - Giovanni Bononcini, La Nemica d'Amore fatta Amante (Zig Zag Territoires)
- 2004 - Francesco Geminiani, 12 Concerti Grossi (Zig Zag Territoires)
- 2005 - Concerti napoletani per violoncello (Zig Zag Territoires)
- 2005 - Giuseppe Valentini, Concerti Grossi e a Quattro Violini, Op. VII (Zig Zag Territoires)
- 2007 - Wolfgang Amadeus Mozart, Concertone (Zig Zag Territoires)
- 2008 - Antonio Vivaldi, Concerto a Quattro Violini; L'Estro Armonico (Zig Zag Territoires)
- 2009 - Tomaso Albinoni, Sinfonie a Cinque, Op. 2 (Zig Zag Territoires)